# Gran Premio di superbike di Brno 2006
Il Gran Premio di superbike di Brno 2006 è stato la settima prova su dodici del campionato mondiale Superbike 2006, disputato il 23 luglio sul circuito di Brno, in gara 1 ha visto la vittoria di Yukio Kagayama davanti a James Toseland e Michel Fabrizio, lo stesso pilota si è ripetuto anche in gara 2, davanti a Michel Fabrizio e Noriyuki Haga.
La vittoria nella gara valevole per il campionato mondiale Supersport 2006 è stata ottenuta da Kevin Curtain, mentre la gara della Superstock 1000 FIM Cup viene vinta da Ayrton Badovini e quella del campionato Europeo della classe Superstock 600 da Xavier Siméon.

## Risultati

### Gara 1

#### Arrivati al traguardo[6]
| Pos. | Nº | Pilota              | Squadra                     | Motocicletta       | Giri | Tempo     | Griglia | Punti |
| ---- | -- | ------------------- | --------------------------- | ------------------ | ---- | --------- | ------- | ----- |
| 1º   | 71 | Yukio Kagayama      | Alstare Suzuki Corona Extra | Suzuki GSXR1000 K6 | 20   | 41:27.271 | 6º      | 25    |
| 2º   | 52 | James Toseland      | Winston Ten Kate Honda      | Honda CBR 1000RR   | 20   | +0:03.900 | 2º      | 20    |
| 3º   | 84 | Michel Fabrizio     | D.F.X. Treme                | Honda CBR 1000RR   | 20   | +0:06.255 | 12º     | 16    |
| 4º   | 41 | Noriyuki Haga       | Yamaha Motor Italia WSB     | Yamaha YZF R1      | 20   | +0:06.432 | 1º      | 13    |
| 5º   | 1  | Troy Corser         | Alstare Suzuki Corona Extra | Suzuki GSXR1000 K6 | 20   | +0:07.463 | 5º      | 11    |
| 6º   | 10 | Fonsi Nieto         | PSG-1 Kawasaki Corse 2      | Kawasaki ZX10R     | 20   | +0:21.967 | 10º     | 10    |
| 7º   | 9  | Chris Walker        | PSG-1 Kawasaki Corse        | Kawasaki ZX10R     | 20   | +0:21.989 | 13º     | 9     |
| 8º   | 38 | Shin'ichi Nakatomi  | Yamaha Motor France-Ipone   | Yamaha YZF R1      | 20   | +0:26.882 | 19º     | 8     |
| 9º   | 3  | Norifumi Abe        | Yamaha Motor France-Ipone   | Yamaha YZF R1      | 20   | +0:27.174 | 20º     | 7     |
| 10º  | 7  | Pierfrancesco Chili | D.F.X. Treme                | Honda CBR 1000RR   | 20   | +0:27.441 | 16º     | 6     |
| 11º  | 31 | Karl Muggeridge     | Winston Ten Kate Honda      | Honda CBR 1000RR   | 20   | +0:28.299 | 8º      | 5     |
| 12º  | 44 | Roberto Rolfo       | Ducati SC - Caracchi        | Ducati 999 F05     | 20   | +0:32.112 | 21º     | 4     |
| 13º  | 16 | Sébastien Gimbert   | Yamaha Motor France-Ipone   | Yamaha YZF R1      | 20   | +0:36.427 | 17º     | 3     |
| 14º  | 13 | Vittorio Iannuzzo   | Celani Team Suzuki Italia   | Suzuki GSXR1000 K6 | 20   | +0:44.249 | 24º     | 2     |
| 15º  | 8  | Ivan Clementi       | Team Pedercini              | Ducati 999 RS      | 20   | +1:00.978 | 22º     | 1     |
| 16º  | 20 | Marco Borciani      | Sterilgarda - Berik         | Ducati 999 F05     | 20   | +1:05.300 | 23º     |       |
| 17º  | 18 | Craig Jones         | Foggy Petronas Racing       | Petronas FP1       | 20   | +1:05.914 | 27º     |       |
| 18º  | 25 | Joshua Brookes      | Kawasaki Bertocchi          | Kawasaki ZX10R     | 20   | +1:07.582 | 25º     |       |
| 19º  | 91 | Paweł Szkopek       | Team Pedercini              | Ducati 999 RS      | 20   | +1:31.323 | 26º     |       |
| 20º  | 36 | Jiří Drazdak        | Pro-SBK Racing              | Yamaha YZF R1      | 20   | +1:31.485 | 28º     |       |
| 21º  | 39 | Berto Camlek        | Berten Racing               | Yamaha YZF R1      | 19   | +1 giro   | 31º     |       |

#### Ritirati
| Nº | Pilota        | Squadra                   | Motocicletta       | Giri | Griglia |
| -- | ------------- | ------------------------- | ------------------ | ---- | ------- |
| 88 | Andrew Pitt   | Yamaha Motor Italia WSB   | Yamaha YZF R1      | 19   | 7º      |
| 57 | Lorenzo Lanzi | Ducati Xerox              | Ducati 999 F06     | 19   | 3º      |
| 4  | Alex Barros   | Klaffi Honda              | Honda CBR 1000RR   | 8    | 15º     |
| 11 | Rubén Xaus    | Sterilgarda - Berik       | Ducati 999 F05     | 7    | 18º     |
| 15 | Fabien Foret  | Alstare Eng. Corona Extra | Suzuki GSXR1000 K6 | 5    | 11º     |
| 99 | Steve Martin  | Foggy Petronas Racing     | Petronas FP1       | 3    | 14º     |
| 23 | Jiří Mrkývka  | SBK Team JM               | Ducati 999 RS      | 1    | 32º     |
| 22 | Miloš Čihák   | Prorace                   | Suzuki GSXR1000 K6 | 0    | 30º     |
| 55 | Régis Laconi  | PSG-1 Kawasaki Corse      | Kawasaki ZX10R     | 0    | 9º      |
| 21 | Troy Bayliss  | Ducati Xerox              | Ducati 999 F06     | 0    | 4º      |

### Gara 2

#### Arrivati al traguardo[7]
| Pos. | Nº | Pilota             | Squadra                     | Motocicletta       | Giri | Tempo     | Griglia | Punti |
| ---- | -- | ------------------ | --------------------------- | ------------------ | ---- | --------- | ------- | ----- |
| 1º   | 71 | Yukio Kagayama     | Alstare Suzuki Corona Extra | Suzuki GSXR1000 K6 | 20   | 41:31.118 | 6º      | 25    |
| 2º   | 84 | Michel Fabrizio    | D.F.X. Treme                | Honda CBR 1000RR   | 20   | +0:02.431 | 12º     | 20    |
| 3º   | 41 | Noriyuki Haga      | Yamaha Motor Italia WSB     | Yamaha YZF R1      | 20   | +0:02.479 | 1º      | 16    |
| 4º   | 1  | Troy Corser        | Alstare Suzuki Corona Extra | Suzuki GSXR1000 K6 | 20   | +0:02.514 | 5º      | 13    |
| 5º   | 52 | James Toseland     | Winston Ten Kate Honda      | Honda CBR 1000RR   | 20   | +0:04.939 | 2º      | 11    |
| 6º   | 10 | Fonsi Nieto        | PSG-1 Kawasaki Corse 2      | Kawasaki ZX10R     | 20   | +0:05.070 | 10º     | 10    |
| 7º   | 31 | Karl Muggeridge    | Winston Ten Kate Honda      | Honda CBR 1000RR   | 20   | +0:07.932 | 8º      | 9     |
| 8º   | 21 | Troy Bayliss       | Ducati Xerox                | Ducati 999 F06     | 20   | +0:15.441 | 4º      | 8     |
| 9º   | 57 | Lorenzo Lanzi      | Ducati Xerox                | Ducati 999 F06     | 20   | +0:15.755 | 3º      | 7     |
| 10º  | 9  | Chris Walker       | PSG-1 Kawasaki Corse        | Kawasaki ZX10R     | 20   | +0:17.461 | 13º     | 6     |
| 11º  | 4  | Alex Barros        | Klaffi Honda                | Honda CBR 1000RR   | 20   | +0:21.547 | 15º     | 5     |
| 12º  | 3  | Norifumi Abe       | Yamaha Motor France-Ipone   | Yamaha YZF R1      | 20   | +0:22.052 | 20º     | 4     |
| 13º  | 38 | Shin'ichi Nakatomi | Yamaha Motor France-Ipone   | Yamaha YZF R1      | 20   | +0:22.102 | 19º     | 3     |
| 14º  | 11 | Rubén Xaus         | Sterilgarda - Berik         | Ducati 999 F05     | 20   | +0:26.983 | 18º     | 2     |
| 15º  | 16 | Sébastien Gimbert  | Yamaha Motor France-Ipone   | Yamaha YZF R1      | 20   | +0:29.549 | 17º     | 1     |
| 16º  | 55 | Régis Laconi       | PSG-1 Kawasaki Corse        | Kawasaki ZX10R     | 20   | +0:32.056 | 9º      |       |
| 17º  | 44 | Roberto Rolfo      | Ducati SC - Caracchi        | Ducati 999 F05     | 20   | +0:37.287 | 21º     |       |
| 18º  | 13 | Vittorio Iannuzzo  | Celani Team Suzuki Italia   | Suzuki GSXR1000 K6 | 20   | +0:39.376 | 24º     |       |
| 19º  | 99 | Steve Martin       | Foggy Petronas Racing       | Petronas FP1       | 20   | +0:44.031 | 14º     |       |
| 20º  | 15 | Fabien Foret       | Alstare Eng. Corona Extra   | Suzuki GSXR1000 K6 | 20   | +0:47.369 | 11º     |       |
| 21º  | 18 | Craig Jones        | Foggy Petronas Racing       | Petronas FP1       | 20   | +0:47.742 | 27º     |       |
| 22º  | 36 | Jiří Drazdak       | Pro-SBK Racing              | Yamaha YZF R1      | 20   | +1:10.029 | 28º     |       |
| 23º  | 39 | Berto Camlek       | Berten Racing               | Yamaha YZF R1      | 20   | +1:42.455 | 31º     |       |

#### Ritirati
| Nº | Pilota              | Squadra                 | Motocicletta       | Giri | Griglia |
| -- | ------------------- | ----------------------- | ------------------ | ---- | ------- |
| 22 | Miloš Čihák         | Prorace                 | Suzuki GSXR1000 K6 | 19   | 30º     |
| 88 | Andrew Pitt         | Yamaha Motor Italia WSB | Yamaha YZF R1      | 16   | 7º      |
| 25 | Joshua Brookes      | Kawasaki Bertocchi      | Kawasaki ZX10R     | 15   | 25º     |
| 91 | Paweł Szkopek       | Team Pedercini          | Ducati 999 RS      | 10   | 26º     |
| 7  | Pierfrancesco Chili | D.F.X. Treme            | Honda CBR 1000RR   | 8    | 16º     |
| 8  | Ivan Clementi       | Team Pedercini          | Ducati 999 RS      | 7    | 22º     |
| 20 | Marco Borciani      | Sterilgarda - Berik     | Ducati 999 F05     | 5    | 23º     |
| 23 | Jiří Mrkývka        | SBK Team JM             | Ducati 999 RS      | 3    | 32º     |

### Supersport

#### Arrivati al traguardo
| Pos. | Nº  | Pilota                | Squadra                     | Motocicletta    | Giri | Tempo     | Griglia | Punti |
| ---- | --- | --------------------- | --------------------------- | --------------- | ---- | --------- | ------- | ----- |
| 1º   | 11  | Kevin Curtain         | Yamaha Motor Germany        | Yamaha YZF R6   | 18   | 38'23.594 | 1º      | 25    |
| 2º   | 23  | Broc Parkes           | Yamaha Motor Germany        | Yamaha YZF R6   | 18   | +1.535    | 3º      | 20    |
| 3º   | 54  | Kenan Sofuoğlu        | Winston Ten Kate Honda      | Honda CBR 600RR | 18   | +3.940    | 2º      | 16    |
| 4º   | 32  | Yoann Tiberio         | Megabike Honda              | Honda CBR 600RR | 18   | +19.396   | 4º      | 13    |
| 5º   | 45  | Gianluca Vizziello    | Yamaha Team Italia          | Yamaha YZF R6   | 18   | +21.495   | 11º     | 11    |
| 6º   | 116 | Johan Stigefelt       | Dark Dog Stiggy Motorsports | Honda CBR 600RR | 18   | +22.058   | 7º      | 10    |
| 7º   | 6   | Mauro Sanchini        | Bikersdays Yamaha Moto 1    | Yamaha YZF R6   | 18   | +24.958   | 13º     | 9     |
| 8º   | 94  | David Checa           | Yamaha - GMT 94             | Yamaha YZF R6   | 18   | +25.795   | 12º     | 8     |
| 9º   | 61  | Simone Sanna          | Megabike Honda              | Honda CBR 600RR | 18   | +26.684   | 6º      | 7     |
| 10º  | 73  | Christian Zaiser      | LBR Ducati Racing           | Ducati 749 R    | 18   | +32.440   | 9º      | 6     |
| 11º  | 16  | Sébastien Charpentier | Winston Ten Kate Honda      | Honda CBR 600RR | 18   | +36.106   | 5º      | 5     |
| 12º  | 12  | Javier Forés          | SLM Racing                  | Yamaha YZF R6   | 18   | +45.429   | 21º     | 4     |
| 13º  | 7   | Stéphane Chambon      | Gil Motor Sport             | Kawasaki ZX6RR  | 18   | +51.659   | 20º     | 3     |
| 14º  | 25  | Tatu Lauslehto        | Dark Dog Stiggy Motorsports | Honda CBR 600RR | 18   | +52.437   | 27º     | 2     |
| 15º  | 22  | Kai Børre Andersen    | Hoegee Suzuki               | Suzuki GSX 600R | 18   | +56.566   | 15º     | 1     |
| 16º  | 91  | Javier Hidalgo        | CRS Grand Prix              | Honda CBR 600RR | 18   | +57.699   | 32º     |       |
| 17º  | 88  | Julien Enjolras       | Tati Team Beaujolais Racing | Yamaha YZF R6   | 18   | +59.363   | 23º     |       |
| 18º  | 27  | Tom Tunstall          | Hardinge Ice Valley M.      | Honda CBR 600RR | 18   | +1'01.689 | 35º     |       |
| 19º  | 29  | Václav Bittman        | BRC Racing                  | Honda CBR 600RR | 18   | +1'02.048 | 36º     |       |
| 20º  | 68  | David Forner          | Tati Team Beaujolais Racing | Yamaha YZF R6   | 18   | +1'31.782 | 38º     |       |

#### Ritirati
| Nº  | Pilota              | Squadra                  | Motocicletta    | Giri | Griglia |
| --- | ------------------- | ------------------------ | --------------- | ---- | ------- |
| 31  | Vesa Kallio         | Yamaha Racing Support    | Yamaha YZF R6   | 17   | 24º     |
| 17  | Miguel Praia        | Team Parkalgar           | Honda CBR 600RR | 17   | 26º     |
| 60  | Vladimir Ivanov     | Vector Racing            | Yamaha YZF R6   | 15   | 28º     |
| 145 | Sébastien Le Grelle | Legrelle - Honda Belgium | Honda CBR 600RR | 12   | 22º     |
| 55  | Massimo Roccoli     | Yamaha Team Italia       | Yamaha YZF R6   | 6    | 8º      |
| 77  | Barry Veneman       | Hoegee Suzuki            | Suzuki GSX 600R | 3    | 10º     |
| 37  | William De Angelis  | Intermoto Czech Klaffi   | Honda CBR 600RR | 3    | 17º     |
| 127 | Robbin Harms        | Stiggy Motorsports       | Honda CBR 600RR | 3    | 14º     |
| 18  | Matthieu Lagrive    | Intermoto Czech Klaffi   | Honda CBR 600RR | 2    | 16º     |
| 99  | Sebastiano Zerbo    | RG Team                  | Yamaha YZF R6   | 2    | 34º     |
| 15  | Andrea Berta        | SLM Racing               | Yamaha YZF R6   | 1    | 37º     |
| 72  | Stuart Easton       | Manila Grace SC          | Ducati 749 R    | 0    | 33º     |
| 57  | Luka Nedog          | Manila Grace SC          | Ducati 749 R    | 0    | 31º     |
| 76  | Bernat Martínez     | Edo Racing               | Yamaha YZF R6   | 0    | 30º     |
| 9   | Alessio Corradi     | Bikersdays Yamaha Moto 1 | Yamaha YZF R6   | 0    | 29º     |
| 5   | Alessio Velini      | Umbria Bike              | Yamaha YZF R6   | 0    | 25º     |
| 8   | Maxime Berger       | Gil Motor Sport          | Kawasaki ZX6RR  | 0    | 19º     |
| 38  | Grégory Leblanc     | Vazy Racing              | Honda CBR 600RR | 0    | 18º     |

### Superstock 1000

#### Arrivati al traguardo
| Pos. | Nº | Pilota               | Squadra                         | Motocicletta       | Giri | Tempo     | Griglia | Punti |
| ---- | -- | -------------------- | ------------------------------- | ------------------ | ---- | --------- | ------- | ----- |
| 1º   | 86 | Ayrton Badovini      | Biassono - Unionbike            | MV Agusta          | 7    | 15'08.344 | 12º     | 25    |
| 2º   | 9  | Luca Scassa          | EVR Corse Ormeni Racing         | MV Agusta          | 7    | +0.137    | 1º      | 20    |
| 3º   | 47 | Richard Cooper       | MS Racing                       | Honda CBR 1000RR   | 7    | +6.161    | 2º      | 16    |
| 4º   | 15 | Matteo Baiocco       | Umbria Bike                     | Yamaha YZF R1      | 7    | +11.524   | 10º     | 13    |
| 5º   | 12 | Leonardo Biliotti    | EVR Corse Ormeni Racing         | MV Agusta          | 7    | +12.269   | 9º      | 11    |
| 6º   | 5  | Riccardo Chiarello   | Lightspeed Kawasaki Supp.       | Kawasaki ZX 10R    | 7    | +14.736   | 3º      | 10    |
| 7º   | 99 | Danilo Dell'Omo      | T.C.M. Team Cruciani MotoSuzuki | Suzuki GSXR1000 K6 | 7    | +14.819   | 13º     | 9     |
| 8º   | 8  | Loic Napoleone       | Celani Suzuki Italia            | Suzuki GSXR1000 K6 | 7    | +15.935   | 8º      | 8     |
| 9º   | 11 | Denis Sacchetti      | PSG-1 Kawasaki Corse            | Kawasaki ZX 10R    | 7    | +15.975   | 6º      | 7     |
| 10º  | 16 | Enrique Rocamora     | RG Team                         | Yamaha YZF R1      | 7    | +16.267   | 21º     | 6     |
| 11º  | 17 | Cedric Tangre        | Yohann Motor Sport              | Suzuki GSXR1000 K6 | 7    | +16.578   | 7º      | 5     |
| 12º  | 24 | Marko Jerman         | MD Team Jerman                  | Suzuki GSXR1000 K6 | 7    | +16.698   | 37º     | 4     |
| 13º  | 32 | Sheridan Morais      | EMS Racing                      | Suzuki GSXR1000 K6 | 7    | +17.505   | 22º     | 3     |
| 14º  | 77 | Claudio Corti        | Yamaha Team Italia              | Yamaha YZF R1      | 7    | +17.607   | 24º     | 2     |
| 15º  | 42 | Alex Martinez        | HP Racing                       | Suzuki GSXR1000 K6 | 7    | +21.125   | 16º     | 1     |
| 16º  | 57 | Ilario Dionisi       | Unionbike GiMotosports          | MV Agusta          | 7    | +21.988   | 23º     |       |
| 17º  | 21 | Leon Bovee           | Piet Geluk Racing               | Suzuki GSXR1000 K6 | 7    | +22.539   | 27º     |       |
| 18º  | 43 | Bartłomiej Wiczyński | Suzuki Grandys Duo Racing       | Suzuki GSXR1000 K6 | 7    | +25.923   | 30º     |       |
| 19º  | 28 | Sepp Vermonden       | Racing Dirk Van Mol             | Suzuki GSXR1000 K6 | 7    | +26.093   | 33º     |       |
| 20º  | 90 | Diego Ciavattini     | Team Trasimeno                  | Yamaha YZF R1      | 7    | +27.754   | 34º     |       |
| 21º  | 35 | Allard Kerkhoven     | Oliveira Suzuki                 | Suzuki GSXR1000 K6 | 7    | +28.987   | 36º     |       |
| 22º  | 18 | Eric van Bael        | SRC Racing                      | Suzuki GSXR1000 K6 | 7    | +39.610   | 15º     |       |
| 23º  | 31 | Giuseppe Barone      | TCM Gi.Motor                    | Suzuki GSXR1000 K6 | 7    | +40.332   | 25º     |       |
| 24º  | 14 | Mauro Belliero       | Azione Corse                    | Honda CBR 1000RR   | 7    | +44.225   | 19º     |       |
| 25º  | 34 | Mark Pollock         | EMS Racing                      | Suzuki GSXR1000 K6 | 7    | +1'30.932 | 31º     |       |

#### Ritirati
| Nº  | Pilota             | Squadra              | Motocicletta       | Giri | Griglia |
| --- | ------------------ | -------------------- | ------------------ | ---- | ------- |
| 73  | Simone Saltarelli  | PMS Corse            | Kawasaki ZX 10R    | 6    | 29º     |
| 44  | Roberto Lunadei    | 44 Racing            | Yamaha YZF R1      | 5    | 18º     |
| 53  | Alessandro Polita  | Celani Suzuki Italia | Suzuki GSXR1000 K6 | 3    | 11º     |
| 38  | Gilles Boccolini   | PMS Corse            | Kawasaki ZX 10R    | 3    | 5º      |
| 55  | Olivier Depoorter  | Autophone Racing     | Yamaha YZF R1      | 2    | 14º     |
| 154 | Tommaso Lorenzetti | Azione Corse         | Honda CBR 1000RR   | 2    | 26º     |
| 96  | Matěj Smrž         | MS Racing            | Honda CBR 1000RR   | 1    | 4º      |
| 41  | Nick Henderson     | Beowulf Racing       | Suzuki GSXR1000 K6 | 1    | 17º     |
| 82  | Giuseppe Cedroni   | Team Trasimeno       | Yamaha YZF R1      | 0    | 28º     |
| 10  | Giuseppe Natalini  | Azione Corse         | Honda CBR 1000RR   | 0    | 20º     |

### Superstock 600

#### Arrivati al traguardo
| Pos. | Nº  | Pilota                  | Squadra                     | Motocicletta    | Giri | Tempo     | Griglia | Punti |
| ---- | --- | ----------------------- | --------------------------- | --------------- | ---- | --------- | ------- | ----- |
| 1º   | 19  | Xavier Siméon           | Alstare Suzuki Corona Extra | Suzuki GSX 600R | 10   | 22'16.277 | 1º      | 25    |
| 2º   | 59  | Niccolò Canepa          | Ducati Xerox Junior         | Ducati 749 R    | 10   | +0.484    | 2º      | 20    |
| 3º   | 8   | Andrea Antonelli        | Junior Team Italia Honda    | Honda CBR 600RR | 10   | +8.605    | 5º      | 16    |
| 4º   | 69  | Ondřej Ježek            | Gold Fren Team Erinac       | Kawasaki ZX6RR  | 10   | +8.872    | 3º      | 13    |
| 5º   | 37  | Andrzej Chmielewski     | Trasimeno Junior            | Yamaha YZF R6   | 10   | +11.154   | 4º      | 11    |
| 6º   | 24  | Daniele Beretta         | DBG Racing                  | Suzuki GSX 600R | 10   | +12.228   | 11º     | 10    |
| 7º   | 89  | Domenico Colucci        | Ducati Xerox Junior         | Ducati 749 R    | 10   | +13.227   | 16º     | 9     |
| 8º   | 56  | Daniel Sutter           | Peko Racing                 | Honda CBR 600RR | 10   | +20.800   | 19º     | 8     |
| 9º   | 77  | Barry Burrell           | MS Racing                   | Honda CBR 600RR | 10   | +22.878   | 18º     | 7     |
| 10º  | 30  | Michaël Savary          | Millet Racing Yamaha J.     | Yamaha YZF R6   | 10   | +24.438   | 14º     | 6     |
| 11º  | 21  | Franck Millet           | Millet Racing Yamaha J.     | Yamaha YZF R6   | 10   | +32.603   | 23º     | 5     |
| 12º  | 99  | Roy Ten Napel           | Lian Products Racing        | Yamaha YZF R6   | 10   | +33.439   | 7º      | 4     |
| 13º  | 31  | Lennart van Houwelingen | Some Racing                 | Suzuki GSX 600R | 10   | +34.485   | 24º     | 3     |
| 14º  | 29  | Filip Backlund          | Backlund Racing             | Suzuki GSX 600R | 10   | +35.699   | 26º     | 2     |
| 15º  | 26  | Will Gruy               | Trasimeno Junior            | Yamaha YZF R6   | 10   | +39.372   | 25º     | 1     |
| 16º  | 88  | Mads Odin Hodt          | Hodt As Racing              | Yamaha YZF R6   | 10   | +39.860   | 29º     |       |
| 17º  | 74  | Sylvain Barrier         | Moto 1                      | Yamaha YZF R6   | 10   | +41.524   | 9º      |       |
| 18º  | 84  | Bostjan Pintar          | Inotherm Racing             | Yamaha YZF R6   | 10   | +47.254   | 21º     |       |
| 19º  | 16  | Chris Northover         | Mist Suzuki                 | Suzuki GSX 600R | 10   | +47.327   | 35º     |       |
| 20º  | 44  | Cristiano Erbacci       | 44 Racing                   | Yamaha YZF R6   | 10   | +48.990   | 22º     |       |
| 21º  | 20  | Jan Prudik              | Intermoto Czech Klaffi      | Honda CBR 600RR | 10   | +50.962   | 31º     |       |
| 22º  | 199 | Gregg Black             | Vazy Racing                 | Honda CBR 600RR | 10   | +51.797   | 20º     |       |
| 23º  | 58  | Gabriel Berclaz         | Berclaz Racing              | Yamaha YZF R6   | 10   | +52.586   | 32º     |       |
| 24º  | 25  | Patrik Vostarek         | Intermoto Czech Klaffi      | Honda CBR 600RR | 10   | +52.598   | 27º     |       |
| 25º  | 32  | Robert Gianfardoni      | RG Team                     | Suzuki GSX 600R | 10   | +55.342   | 34º     |       |
| 26º  | 28  | Yannick Guerra          | Holiday Gym                 | Yamaha YZF R6   | 10   | +55.431   | 33º     |       |
| 27º  | 18  | Matt Bond               | Mist Suzuki                 | Suzuki GSX 600R | 10   | +1'04.691 | 28º     |       |

#### Ritirati
| Nº | Pilota               | Squadra                   | Motocicletta    | Giri | Griglia |
| -- | -------------------- | ------------------------- | --------------- | ---- | ------- |
| 7  | Renato Costantini    | Junior Team Italia Honda  | Honda CBR 600RR | 9    | 6º      |
| 10 | Davide Giugliano     | Lightspeed Kawasaki Supp. | Kawasaki ZX6RR  | 9    | 10º     |
| 33 | Alessandro Colatosti | PSG-1 Kawasaki Corse J.   | Kawasaki ZX6RR  | 9    | 17º     |
| 12 | Davide Caldart       | PSG-1 Kawasaki Corse J.   | Kawasaki ZX6RR  | 6    | 36º     |
| 47 | Eddi La Marra        | Team Trasimeno            | Yamaha YZF R6   | 2    | 12º     |